# Jesús Calleja
Pour les articles homonymes, voir Calleja.
Jesús González Calleja (né le 11 avril 1965 à Fresno de la Vega, dans la province de León, en Espagne) est un alpiniste, aventurier et présentateur espagnol. Il a gravi le mont Everest (8 848 m) ainsi que les Sept Sommets, les plus hautes montagnes de chaque continent, incluant l'Amérique du Nord et l'Antarctique. Il est également pilote d'avion léger et d'hélicoptère Robinson R44.
Il présente des émissions documentaires telles que Volando voy, Calleja en el espacio et Planeta Calleja, diffusées sur la chaîne Cuatro. Ces programmes sont produits par Zanskar, une société dont il est copropriétaire avec María Ruiz Calzado. Le 25 février 2025, il a effectué voyage spatial à bord de la fusée New Shepard de la compagnie Blue Origin, dans le cadre de la mission NS-30. Il est ainsi devenu le premier touriste spatial espagnol de l'histoire et le troisième Espagnol à voyager dans l'espace, après Miguel López-Alegría et Pedro Duque.

## Jeunesse
Jesús Calleja est né le 11 avril 1965 dans la petite localité de Fresno de la Vega, située dans la province de León en Espagne. Il a également passé une partie de son enfance à Villanueva del Condado. Deuxième enfant de Julián et María Jesús, il grandit dans une famille où son père lui lisait des récits d’expéditions célèbres, comme celles d’Edmund Hillary sur le mont Everest, d’Ernest Shackleton en Antarctique, ou encore d’autres aventuriers tels que Roald Amundsen, Robert Peary et Robert Falcon Scott. Très tôt, il développe une passion pour la montagne. Enfant, pendant que son père et son frère pêchaient, Jesús préférait explorer les monts environnants, au point qu’il lui arrivait de se perdre jusqu’à la tombée de la nuit, obligeant parfois à organiser des recherches pour le retrouver.

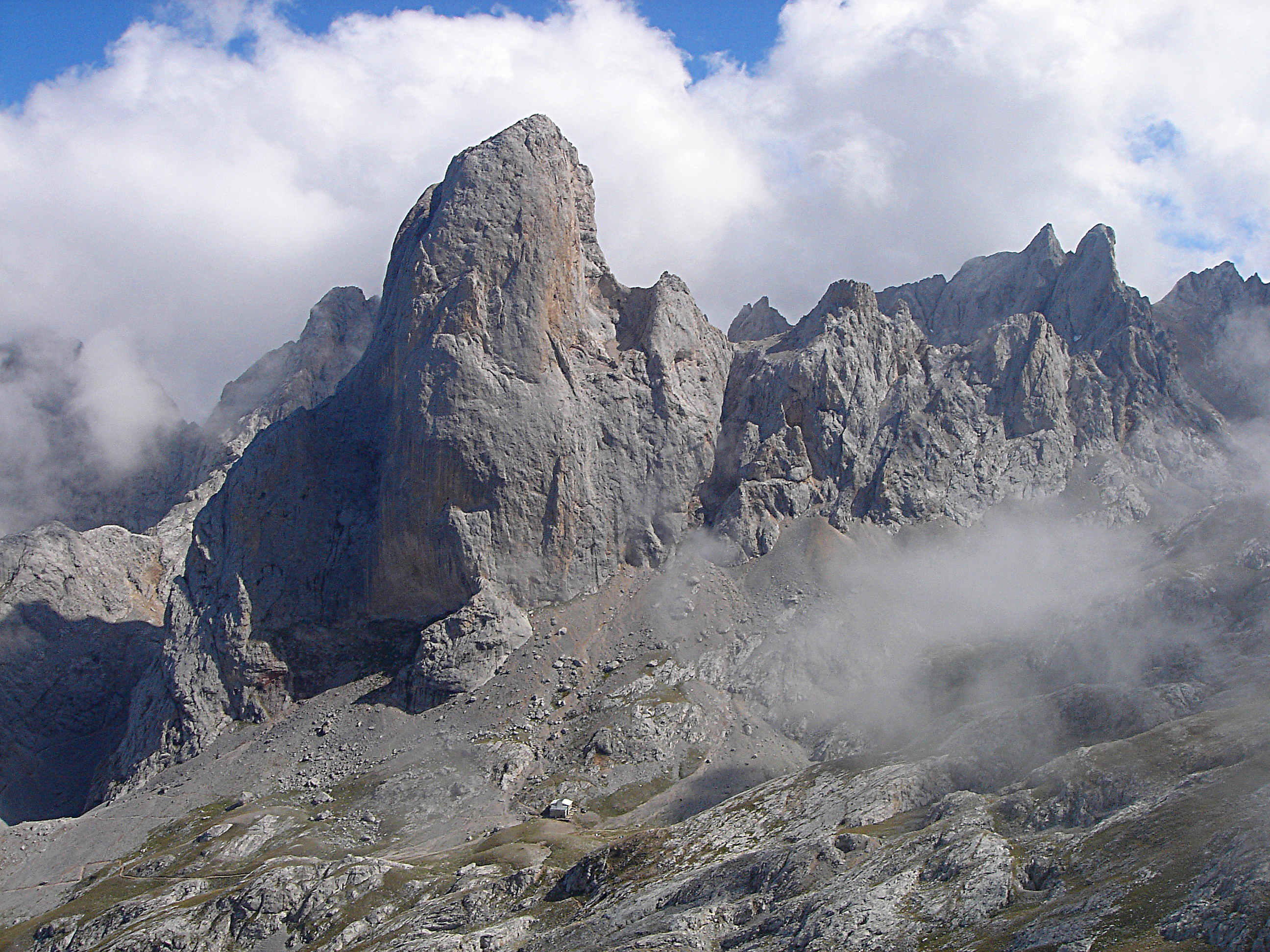
Face ouest du Naranjo de Bulnes.

Sa passion pour l’escalade débute à l’âge de treize ans, lors de trajets en train jusqu’à Matallana pour explorer les montagnes de León, notamment dans des lieux comme Aviados, Pedrosa ou Vegacervera. C’est sur des sommets tels que Peña Ubiña qu’il s’initie à ses premières parois. Plus tard, il découvre le Naranjo de Bulnes, où il parvient à escalader cinq voies différentes sur la face ouest, dont la célèbre Directísima. À 21 ans, il effectue sa première expédition dans l’Himalaya.
Pendant un temps, Jesús Calleja travaille dans sa région natale comme coiffeur, une profession exercée par la majorité de sa famille. Il remporte également un championnat national de coiffure masculine, organisé à Burgos. Par la suite, il devient copropriétaire du magasin familial d’automobiles, géré par son frère cadet, Kike Calleja. Parallèlement, il exerce pendant 16 ans le métier de guide d’expéditions dans l’Himalaya et les Alpes. Cette activité lui permet de gravir des sommets tels que le Stok Kangri (6 150 m), le Randung-Go (6 000 m) ou encore un pic qu’il baptise lui-même « pic León » (6 300 m), ainsi que de tenter l’ascension du Labuche Kang II (7 072 m). Sa relation avec le Népal, dont il maîtrise la langue, est particulièrement forte : il s’y est rendu à plus de 60 reprises.
Les revenus qu’il tire de son rôle de guide sont réinvestis dans d’autres aventures, comme la descente en raft du Zambèze, une immersion auprès des populations indigènes de Nouvelle-Guinée, ou encore l’apprentissage du pilotage d’avions légers.

## Débuts en tant que professionnel
À 37 ans, il décide de bouleverser sa vie, abandonnant tout pour se consacrer à la montagne. En 2003, il tente son premier « huit mille », le Cho Oyu, sans porteurs ni oxygène, en montant lui-même ses propres camps. Il est accompagné de Juanito Oiarzabal et de Manuel Caballero. Si Juanito parvient à atteindre le sommet, Jesús et Manuel doivent renoncer en raison des mauvaises conditions météorologiques. L’année suivante, en 2004, il retente l’ascension avec l’aide d’un sherpa et sans oxygène, réussissant cette fois à gravir les 8 201 mètres du Cho Oyu.
Cette même année, il atteint le sommet d’une montagne vierge de plus de 6 000 mètres dans la vallée du fleuve Zanskar, à Ladakh, dans le Tibet indien, qui est baptisée Madrid por la paz en hommage aux victimes des attentats du 11-M. L’expédition a pu être suivie en temps réel sur son site internet.

## Ascension de l’Everest

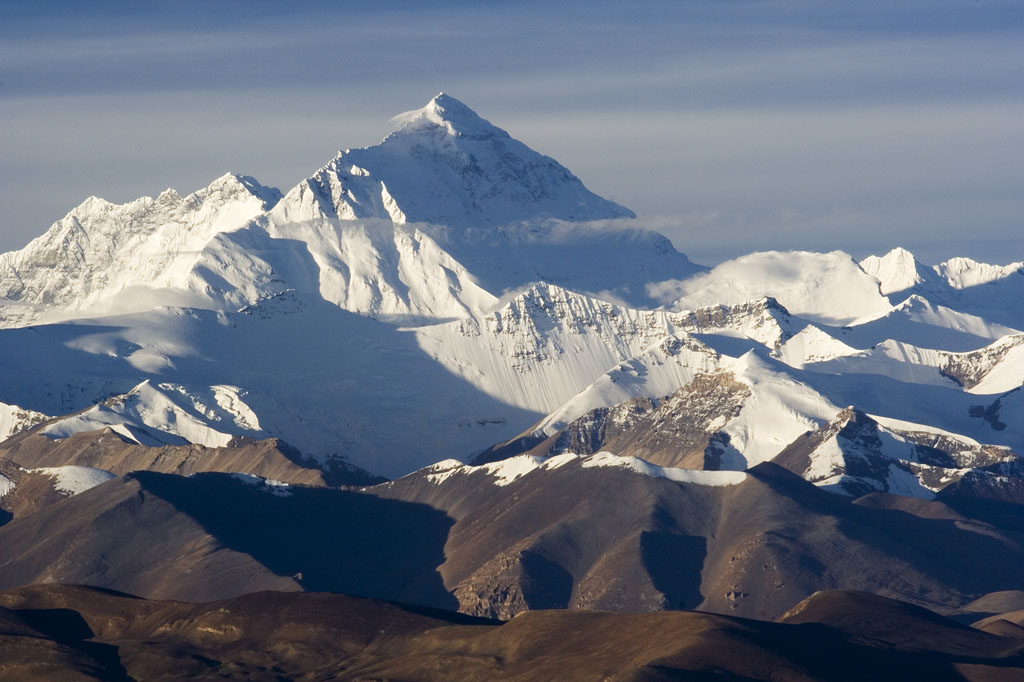
Face nord du mont Everest

En 2005, il se fixe comme objectif de gravir le mont Everest, un rêve qu’il nourrit depuis l’enfance, lorsque son père lui lisait des histoires à son sujet. Pour se préparer, il s’entraîne en escaladant un sommet inexploré qu’il baptise León 16 de febrero, situé dans la cordillère Darwin (Chili), lors d’une expédition qu’il dirige lui-même. Ensuite, son équipe et lui se rendent dans le sud glacé pour escalader le Cerro Torre et le mont Fitz Roy, à la frontière entre l’Argentine et le Chili. Parallèlement, il cherche à susciter l’intérêt d’institutions publiques et d’entreprises privées, obtenant le soutien de la mairie de León, de la députation provinciale de León, de la junte de Castille-et-León et d’une entreprise de recyclage.
Finalement, en avril de la même année, il se rend au Népal pour entreprendre l’ascension. Il gravit la face sud accompagné d’un sherpa et avec l’aide d’oxygène, bien qu’il ait initialement envisagé de monter en solitaire et sans oxygène. Le 30 mai, il atteint le sommet, devenant le premier Espagnol à réussir cette ascension par la face sud cette année-là. Quelques jours auparavant, l’Asturienne Rosa Fernández avait atteint le sommet par la face nord, dans une saison exceptionnellement difficile. Depuis le sommet, il appelle son père via un téléphone satellite et reconnaît qu’ils ont à peine parlé, submergés tous deux par les larmes. Son recours à l’oxygène suscite quelques critiques, auxquelles Jesús répond qu’il n’est pas né avec la capacité nécessaire pour supporter ces hauteurs sans oxygène, mais que cela ne fait de lui ni un meilleur ni un pire alpiniste pour autant.

## Les sept sommets et «Desafío Extremo»
En descendant de l’Everest, une idée lui vient à l’esprit. Il pense qu’en enchaînant une série d’expéditions, il n’aurait plus besoin de chercher des fonds à chaque nouveau projet. Il parvient alors à convaincre les mêmes sponsors qui l’avaient soutenu pour l’Everest de financer Desafío Extremo. Ce nouveau projet vise à conquérir les sept sommets (les plus hauts de chaque continent, un objectif qu’il achève en 2008), ainsi qu’à gravir d’autres « huit mille », réaliser une traversée du pôle Nord, participer au rallye des Pharaons et au rallye Paris-Dakar, tout en filmant lui-même ses aventures avec sa caméra en seulement deux ans.
Ainsi, en 2006, il escalade le massif Vinson, la pyramide de Carstensz, le mont Denali et le Lhotse. Grâce aux enregistrements de ses expéditions, il démarche toutes les chaînes de télévision d’Espagne.
En 2007, Cuatro s’intéresse à son projet, permettant à Jesús Calleja de lancer son propre programme documentaire, Desafío extremo. Après cet accord, ses expéditions bénéficient du soutien de la chaîne et, depuis lors, il est toujours accompagné d’un caméraman, Emilio Valdés, également originaire de León, et l’un de ses meilleurs amis.
Peu après la présentation du programme sur Cuatro, Calleja subit un accident de moto alors qu’il s’entraînait au Maroc pour le Rallye des Pharaons. Il annule un voyage prévu au pôle Nord mais, malgré les recommandations médicales, change ses plans et décide de gravir le Kilimandjaro (qu’il avait déjà escaladé en 1991). Pas encore totalement remis de ses blessures, il participe néanmoins au Rallye des Pharaons, terminant à la 46e place.
En 2008, José Luis Rodríguez Zapatero, alors président du gouvernement espagnol, accepte de l’accompagner dans les Pics d'Europe. Initialement, ils devaient gravir le pico Llambrión (2 642 m), mais l’idée est abandonnée par l’équipe de sécurité du président, qui opte finalement pour le Collado Jermoso. Fin août, ils partent de Posada de Valdeón par Las Colladinas, en empruntant le raccourci des Sedos de Pedavejo, un itinéraire que Jesús décrit comme « plus exigeant et vertical, nécessitant presque une semi-escalade ».

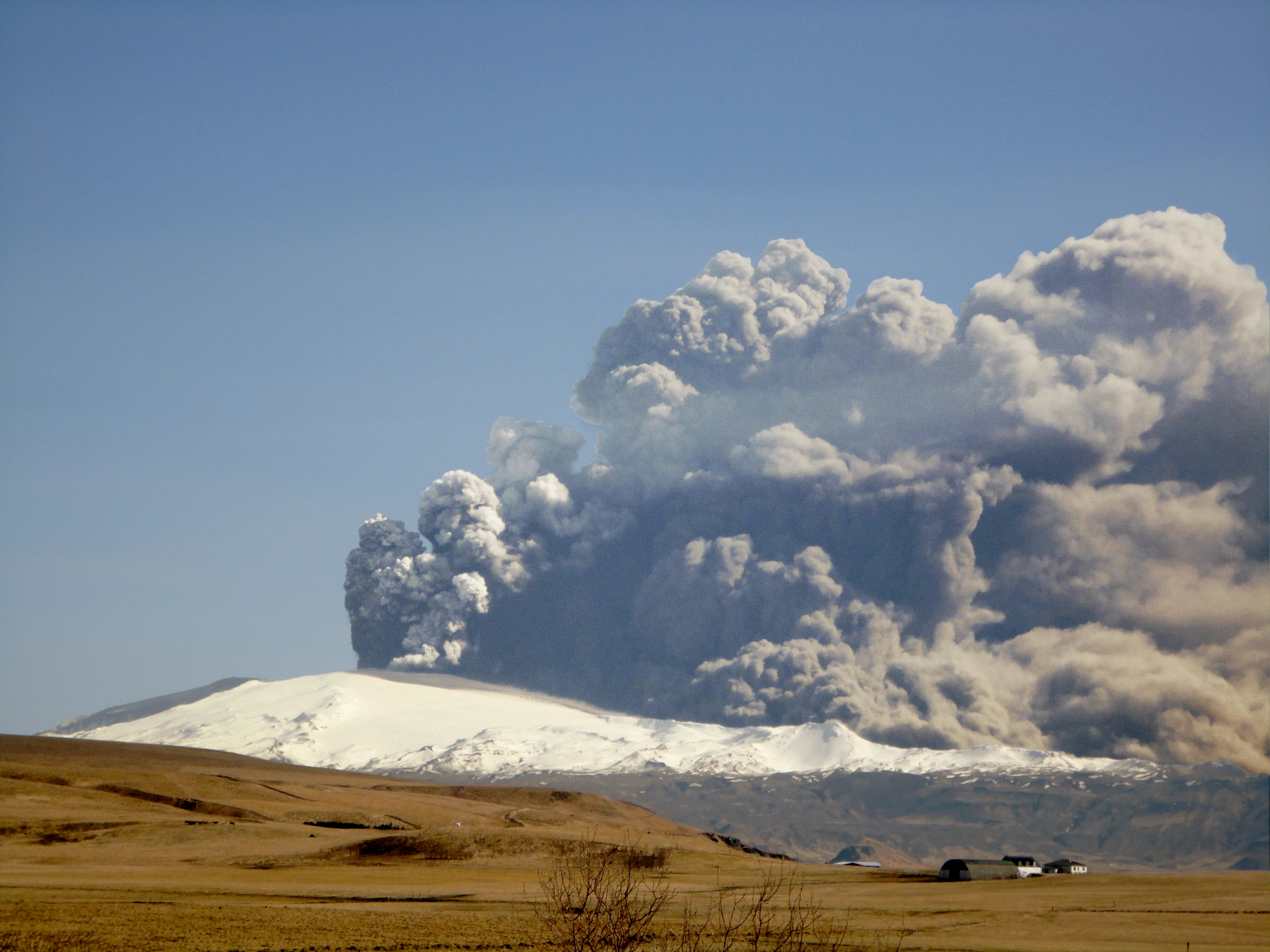
Lors de l’enregistrement d’un épisode, Jesús et son équipe observent de près l’éruption du volcan Eyjafjallajökull.

À la mi-2009, alors qu’il travaille sur la quatrième saison de Desafío extremo, il se rend en Islande avec Emilio Valdés et Ramón Larramendi pour traverser les trois volcans les plus actifs de l’île. Près du Eyjafjallajökull, celui-ci entre en éruption, provoquant un nuage de cendres qui entraîne la fermeture de nombreux aéroports européens.
Par la suite, il participe au Rallye Dakar, mais, après une performance controversée, il est contraint d’abandonner après la 9e étape en raison de problèmes mécaniques.
En 2010, avec María March, instructrice de plongée en eaux profondes avec qui il avait exploré le pôle Nord, il voyage vers les cénotes du Yucatán pour observer la plus grande stalactite sous-marine au monde, puis au lac Tilicho pour plonger dans des eaux glaciaires, ainsi qu’aux Bahamas et en Afrique du Sud, où ils plongent dans des eaux infestées de requins. En 2011, accompagné de spéléo-plongeurs, dans l’émission spéciale Inmersión radical, il traverse pour la première fois dans l’histoire les 13,5 kilomètres du plus grand système subaquatique d’Europe, reliant la grotte de Sa Gleda à celle de Camp des Pou, à Majorque.
Avec Desafío extremo, il ne quitte plus la télévision. Il lance ensuite Primero lo, un autre format de télé-réalité avec des aventuriers anonymes, connu sous divers noms : Desafío en Himalaya, Desafío Vertical, Desafío Everest et Desafío al abismo,.
Après cette période, en 2014, il lance Planeta Calleja, une émission d’aventures à travers le monde avec des personnalités connues, qu’il alterne avec Volando voy, une série débutée en 2015 qui met en valeur la culture et les habitants des villages espagnols,.
En septembre 2024, Mediaset annonce le renouvellement de son contrat pour trois années supplémentaires, alors qu’il prépare une série documentaire sur son expérience de tourisme spatial avec la société aérospatiale Blue Origin, destinée à Mediaset et Prime Video.
Il est la seule personne à avoir atteint les quatre points les plus extrêmes de la Terre : il a gravi la montagne la plus haute, l’Everest (8 848,86 mètres d’altitude), est descendu dans la grotte Krúbera-Voronya en Abkhazie (2 080 mètres de profondeur), et a visité le pôle Nord et le pôle Sud.